# Fake Taxi
Fake Taxi — порносайт, на котором публикуются видеоролики в жанре реалити-порно.

## История
Веб-сайт Fake Taxi был создан компанией Really Useful Ltd в апреле 2013 года. Владелец сайта, известный как JT, был назван «Генеральным директором года» на сайте новостей индустрии для взрослых XBIZ. В 2014 году  MindGeek, позже известный как Manwin, взял на себя управление онлайн-активами Really Useful Ltd. Вмешательство Manwin означало увеличение интернет-трафика сайта, что позволило ему обрести нынешнюю популярность. Со временем Fake Taxi удалось объединиться с другими известными веб-сайтами, такими как Brazzers, RedTube, Spankwire, Tubo8, Twistys и другими. Родственные сайты Fake Taxi включают Fake Agent и Public Agent.

## Сюжет
Все видеоролики Fake Taxi следуют одному и тому же сценарию: они начинаются с разговора между водителем такси и пассажиром. Водитель, путём убеждения, зачастую вызванные отсутствием у пассажира денежных средств, склоняет пассажира вступить в половой акт на заднем сиденье такси. Веб-сайт Fake Taxi разбит по категориям по видео, актрисам и сценам со всех сайтов Fakehub. Большую часть контента можно просмотреть только при наличии платного членства.

## Female Fake Taxi
В феврале 2016 года был запущен сайт Female Fake Taxi. Исполнительницей главной роли стала порноактриса из Великобритании Ребекка Мор. Видео имеют такую же концепцию, что и Fake Taxi, однако с изменением гендерных ролей: женщина управляет автомобилем и соблазняет мужчину, а иногда и женщину, на заднем сиденье автомобиля.

## Транспортное средство

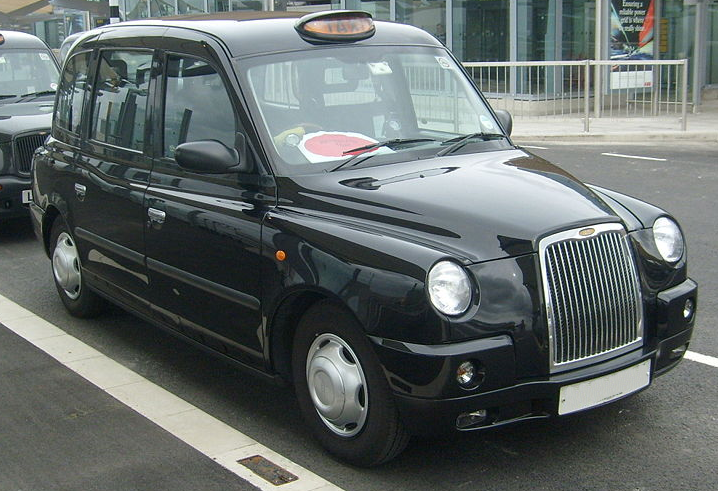
Автомобиль марки Geely TX4, используемый для съемки видео

В феврале 2019 года Fake Taxi выставили на продажу на аукционе eBay такси TX4 2006 года выпуска, в котором проходили съёмки порнографических фильмов. В ходе торгов лот достиг ставки в 66 000 фунтов стерлингов, прежде чем eBay удалил лот из-за нарушения правила по продаже товаров с выделениями человеческого организма.

## Отзывы
Сайт Pornography Review’s, оборзевая контент и удобство и неудобства сайта, отметил наличие как весёлых и забавных сюжетных историй, так и тех, что могут «истощать терпение». В конце рецензии сайт отмечает, что Fake Taxi заполнится надолго.
В российских новостных заголовок нередко используется определение Fake Taxi связанное не только с порно-контентом, но и с преступниками, которые выдают себя за таксистов и обкрадывают клиентов.
В 2019 на телеканале Че начало выпускаться телешоу под одноимённым названием, где ведущий в роли Льва Шагиняна во время поездки задавал девушкам вопросы которые должны были проверить их IQ коэффициент, за неправильные ответы девушки снимали с себя вещи.

## Награды
| Год  | Церемония      | Результат | Премия                             |
| ---- | -------------- | --------- | ---------------------------------- |
| 2015 | UKAP Awards    | Победа    | Лучший сайт                        |
| 2018 | Pornhub Awards | Победа    | Самый популярный европейский канал |
| 2020 | Pornhub Awards | Номинация | Самый популярный канал             |